# 亞塞拜然—印度尼西亞關係
亞塞拜然—印度尼西亞關係是阿塞拜疆與印度尼西亚之間的雙邊關係。兩國於1992年正式建交。纳戈尔诺-卡拉巴赫冲突時，印度尼西亞在國際論壇聲援亞塞拜然。亞塞拜然在雅加达設有大使館，印度尼西亞在巴库亦設有大使館。兩國皆爲伊斯兰合作组织與不结盟运动成員。

## 歷史
苏联解体後，印度尼西亞於1991年12月28日承認亞塞拜然共和國獨立。次年9月24日，兩國正式建交。2006年2月12日，亞塞拜然駐印度尼西亞大使館於雅加達建成，是爲亞塞拜然在东南亚的首個大使館。印度尼西亞政府也基于对等原则於2010年12月29日在巴庫建成了駐亞塞拜然大使館。

## 經濟往來
亞塞拜然和印度尼西亞的貿易主要在能源方面，2011年亞塞拜然成爲僅次沙特阿拉伯的印度尼西亞第二大石油供應國。亞塞拜然與印度尼西亞的雙邊貿易額2007年達1.011億美元，2011年增至17.6億美元。由於亞塞拜然石油貿易額主要以印尼進口爲主，貿易平衡利於亞塞拜然。

## 文化
2010年，亞塞拜然語言大學成立了印度尼西亞研究中心，以增進學生對印度尼西亞語言、文化的理解與學習。2012年4月，印度尼西亞研究中心與印度尼西亞駐亞塞拜然大使館合作舉辦了蜡染工坊與展覽，由日惹的爪哇蠟染設計師主講，旨在促進兩國文化交流。

## 外部連結
- 印度尼西亞駐亞塞拜然大使館[]
- 亞塞拜然駐印度尼西亞大使館 （页面存档备份，存于）